# Село имени М. Горького
И́мени М. Го́рького — село в Тарумовском районе Дагестана. Входит в состав сельсовета «Уллубиевский».

## Географическое положение
Село расположено к востоку от озера Солёное, на канале Майский Труд, на расстоянии 10 км к юго-востоку от районного центра села Тарумовка.

## Население
| 1926 | 1970 | 1989 | 2002 | 2010 | 2021 |
| ---- | ---- | ---- | ---- | ---- | ---- |
| 188  | ↘161 | ↘119 | ↗195 | ↗284 | ↗313 |

Национальный состав
По данным Всесоюзной переписи населения 1926 года:
| № | Национальность | Численность, чел. | Доля  |
| - | -------------- | ----------------- | ----- |
| 1 | русские        | 188               | 100 % |

По результатам Всероссийской переписи населения 2010 года: 
| № | Национальность | Численность, чел. | Доля   |
| - | -------------- | ----------------- | ------ |
| 1 | аварцы         | 275               | 96,8 % |
| 2 | другие         | 9                 | 3,2 %  |